# Красново (Вачський район)
Красново (рос. Красново) — присілок в Вачському районі Нижньогородської області Російської Федерації.
Населення становить 34 особи. Входить до складу муніципального утворення Казаковська сільрада.

## Історія
Від 2009 року входить до складу муніципального утворення Казаковська сільрада.

## Населення
| 1859 | 1905 | 1926 | 1999 | 2002 | 2010 |
| ---- | ---- | ---- | ---- | ---- | ---- |
| 238  | ↗360 | ↗431 | ↘57  | ↗61  | ↘34  |